# Sydkoreas herrlandslag i basket
Sydkoreas herrlandslag i basket representerar Sydkorea i basket på herrsidan. Laget slutade på åttonde plats vid 1948 års olympiska turnering.

### Fotnoter
1. ↑  Todor Krastev (11 mars 1948). ”Men Basketball Olympic Games London (GBR) 1948 - Winner United States” (på engelska). Sport Statistics. Arkiverad från originalet den 25 maj 2012. https://web.archive.org/web/20120525123520/http://www.todor66.com/basketball/Olympic/Men_1948.html. Läst 28 juni 2015.